# شقران صيفي
شقران صيفي (الاسم العلمي: Puccinia aestivalis) هو نوع من الفطريات يتبع جنس الشقران من الفصيلة الشقرانية.